# Sport-Club Paderborn 07 2020-2021
Questa voce raccoglie le informazioni riguardanti lo Sport-Club Paderborn 07 nelle competizioni ufficiali della stagione 2020-2021.

## Stagione
Nella stagione 2020-2021 il Paderborn, allenato da Steffen Baumgart, concluse il campionato di 2. Bundesliga al 9º posto. In Coppa di Germania il Paderborn fu eliminato al ottavi di finale dal Borussia Dortmund.

## Rosa
| N. |                         | Ruolo | Calciatore         |
| -- | ----------------------- | ----- | ------------------ |
| 1  | Germania (bandiera)     | P     | Moritz Schulze     |
| 2  | Germania (bandiera)     | D     | Uwe Hünemeier      |
| 3  | Germania (bandiera)     | D     | Frederic Ananou    |
| 5  | RD del Congo (bandiera) | A     | Chadrac Akolo      |
| 6  | Belgio (bandiera)       | C     | Aristote Nkaka     |
| 7  | Germania (bandiera)     | A     | Prince Osei Owusu  |
| 8  | Germania (bandiera)     | C     | Ron Schallenberg   |
| 9  | Germania (bandiera)     | C     | Kai Pröger         |
| 10 | Germania (bandiera)     | C     | Julian Justvan     |
| 11 | Germania (bandiera)     | A     | Sven Michel        |
| 13 | Germania (bandiera)     | D     | Sebastian Schonlau |
| 14 | Svizzera (bandiera)     | D     | Nicolas Bürgy      |
| 16 | Germania (bandiera)     | A     | Johannes Dörfler   |
| 17 | Germania (bandiera)     | P     | Leopold Zingerle   |

| N. |                        | Ruolo | Calciatore              |
| -- | ---------------------- | ----- | ----------------------- |
| 18 | Germania (bandiera)    | A     | Dennis Srbeny           |
| 20 | Germania (bandiera)    | C     | Marco Terrazzino        |
| 21 | Germania (bandiera)    | P     | Jannik Huth             |
| 22 | Ghana (bandiera)       | C     | Christopher Antwi-Adjei |
| 23 | Germania (bandiera)    | C     | Maximilian Thalhammer   |
| 24 | Germania (bandiera)    | C     | Marcel Heller           |
| 25 | Portogallo (bandiera)  | D     | Marcel Correia          |
| 27 | Germania (bandiera)    | C     | Chris Führich           |
| 29 | Nigeria (bandiera)     | D     | Jamilu Collins          |
| 31 | Svezia (bandiera)      | C     | Svante Ingelsson        |
| 33 | Germania (bandiera)    | C     | Soufiane El-Faouzi      |
| 36 | Inghilterra (bandiera) | D     | Chima Okoroji           |
| 39 | Grecia (bandiera)      | C     | Sebastian Vasiliadis    |
| 40 | Germania (bandiera)    | P     | Michele Cordi           |

## Organigramma societario
Area tecnica
- Allenatore: Steffen Baumgart
- Allenatore in seconda: Danilo, Maniyel Nergiz, Daniel Scherning
- Preparatore dei portieri: Nico Burchert
- Preparatori atletici: Felix Sunkel

## Calciomercato

### Sessione estiva
| Acquisti | Acquisti              | Acquisti             | Acquisti |
| R.       | Nome                  | da                   | Modalità |
| -------- | --------------------- | -------------------- | -------- |
| C        | Aristote Nkaka        | Anderlecht           |          |
| A        | Prince Osei Owusu     | Arminia Bielefeld    |          |
| C        | Svante Ingelsson      | Udinese              |          |
| C        | Julian Justvan        | Wolfsburg            |          |
| D        | Frederic Ananou       | Ingolstadt 04        |          |
| D        | Marcel Correia        | Jahn Ratisbona       |          |
| C        | Chris Führich         | Borussia Dortmund II |          |
| D        | Chima Okoroji         | Friburgo             |          |
| C        | Maximilian Thalhammer | Ingolstadt 04        |          |
| A        | Marcel Hilßner        | Hallescher           |          |
| A        | Johannes Dörfler      | Zwickau              |          |
| A        | Felix Drinkuth        | Hallescher           |          |
| C        | Ron Schallenberg      | Verl                 |          |
| P        | Moritz Schulze        | RB Lipsia U19        |          |
| A        | Pascal Steinwender    | Oldenburg            |          |

| Cessioni | Cessioni                | Cessioni        | Cessioni |
| R.       | Nome                    | a               | Modalità |
| -------- | ----------------------- | --------------- | -------- |
| C        | Samúel Kári Friðjónsson | Viking          |          |
| A        | Pascal Steinwender      | Lubecca         |          |
| C        | Abdelhamid Sabiri       | Ascoli          |          |
| D        | Jan-Luca Rumpf          | Fortuna Colonia |          |
| A        | Ben Zolinski            | Erzgebirge Aue  |          |
| C        | Marlon Ritter           | Kaiserslautern  |          |
| D        | Luca Kilian             | Magonza         |          |
| A        | Marcel Hilßner          | Coventry City   |          |
| A        | Felix Drinkuth          | Zwickau         |          |
| C        | Klaus Gjasula           | Amburgo         |          |
| C        | Dominik Bilogrević      | Bonner          |          |
| C        | Mohamed Dräger          | Friburgo        |          |
| C        | Gerrit Holtmann         | Magonza         |          |
| D        | Laurent Jans            | Metz            |          |

### Sessione invernale
| Acquisti | Acquisti      | Acquisti   | Acquisti |
| R.       | Nome          | da         | Modalità |
| -------- | ------------- | ---------- | -------- |
| A        | Chadrac Akolo | Amiens     |          |
| D        | Nicolas Bürgy | Young Boys |          |

| Cessioni | Cessioni            | Cessioni           | Cessioni |
| R.       | Nome                | a                  | Modalità |
| -------- | ------------------- | ------------------ | -------- |
| A        | Dennis Jastrzembski | Waldhof Mannheim   |          |
| C        | Antony Evans        | Crewe Alexandra    |          |
| A        | Streli Mamba        | Qairat             |          |
| D        | Christian Strohdiek | Kickers Würzburg   |          |
| D        | Jesse Tugbenyo      | Sportfreunde Lotte |          |
| C        | Adrian Oeynhausen   | LR Ahlen           |          |

## Risultati

### 2. Bundesliga

#### Girone di andata
| Arbitro: | Dankert |

|             |           |  |
| Mühling 59’ | Marcatori |  |

| Arbitro: | Winkmann |

|                                    |           |                                                  |
| Srbeny 34’ (rig.) Führich 36’, 38’ | Marcatori | 14’ Wintzheimer 24’, 56’ Terodde 82’ (rig.) Hunt |

| Heidenheim an der Brenz 3 ottobre 2020, ore 13:00 CEST 3ª giornata | Heidenheim | 0 – 0 referto | Paderborn | Voith-Arena (2 559 spett.)\| Arbitro: \| Gerach \| |
| Arbitro:                                                           | Gerach     |               |           |                                                    |

| Arbitro: | Gräfe |

|             |           |  |
| Dörfler 26’ | Marcatori |  |

| Arbitro: | Cortus |

|           |           |                   |
| Scheu 37’ | Marcatori | 28’ (rig.) Srbeny |

| Arbitro: | Jablonski |

|                                   |           |            |
| Hünemeier 20’, 79’ Terrazzino 62’ | Marcatori | 23’ Albers |

| Arbitro: | Heft |

|  |           |                                                     |
|  | Marcatori | 13’ Schallenberg 22’ Führich 25’, 61’ (rig.) Srbeny |

| Arbitro: | Dingert |

|                        |           |  |
| Srbeny 39’ Führich 56’ | Marcatori |  |

| Arbitro: | Bacher |

|           |           |  |
| Gordon 7’ | Marcatori |  |

| Arbitro: | Hartmann |

|  |           |                       |
|  | Marcatori | 8’ Hack 49’ Lohkemper |

| Arbitro: | Stieler |

|                                 |           |  |
| Žulj 54’, 60’ (rig.) Zoller 61’ | Marcatori |  |

| Arbitro: | Winkmann |

|                              |           |                             |
| Srbeny 8’ (rig.) Führich 19’ | Marcatori | 29’ Kaufmann 81’ Proschwitz |

| Arbitro: | Petersen |

|  |           |            |
|  | Marcatori | 56’ Michel |

| Arbitro: | Aarnink |

|                          |           |             |
| Peterson 22’ Karaman 55’ | Marcatori | 79’ Führich |

| Arbitro: | Thomsen |

|                       |           |           |
| Michel 3’ Justvan 57’ | Marcatori | 6’ Krüger |

| Arbitro: | Jöllenbeck |

|          |           |             |
| Ernst 8’ | Marcatori | 24’ Führich |

| Arbitro: | Koslowski |

|            |           |  |
| Srbeny 31’ | Marcatori |  |

#### Girone di ritorno
| Arbitro: | Ittrich |

|            |           |             |
| Führich 2’ | Marcatori | 15’ Komenda |

| Arbitro: | Siebert |

|                          |           |            |
| Heyer 8’ Kittel 21’, 53’ | Marcatori | 41’ Michel |

| Arbitro: | Winkmann |

|                        |           |                                |
| Srbeny 45’ (rig.), 90’ | Marcatori | 13’ Kleindienst 77’ Kühlwetter |

| Hannover 12 febbraio 2021, ore 18:30 CET 21ª giornata | Hannover 96 | 0 – 0 referto | Paderborn | HDI Arena (0 spett.)\| Arbitro: \| Reichel \| |
| Arbitro:                                              | Reichel     |               |           |                                               |

| Arbitro: | Hartmann |

|                            |           |            |
| Srbeny 36’ Antwi-Adjei 74’ | Marcatori | 15’ Halimi |

| Arbitro: | Cortus |

|            |           |  |
| Stolze 53’ | Marcatori |  |

| Arbitro: | Schlager |

|                               |           |                                   |
| Srbeny 24’ (rig.) Führich 55’ | Marcatori | 19’ (rig.), 75’ Dursun 68’ Mehlem |

| Arbitro: | Schröder |

|  |           |                         |
|  | Marcatori | 7’ Führich 69’ Schonlau |

| Arbitro: | Osmers |

|                        |           |                      |
| Srbeny 53’ Führich 69’ | Marcatori | 2’ Hofmann 90’ Gueye |

| Arbitro: | Sather |

|                         |           |                 |
| Schäffler 37’ Krauß 75’ | Marcatori | 44’ Antwi-Adjei |

| Arbitro: | Siewer |

|                                        |           |  |
| Justvan 36’ Michel 39’ Antwi-Adjei 73’ | Marcatori |  |

| Braunschweig 16 aprile 2021, ore 18:30 CEST 29ª giornata | Eintracht Braunschweig | 0 – 0 referto | Paderborn | Eintracht-Stadion (0 spett.)\| Arbitro: \| Winter \| |
| Arbitro:                                                 | Winter                 |               |           |                                                      |

| Arbitro: | Jöllenbeck |

|                       |           |                       |
| Srbeny 24’ Pröger 90’ | Marcatori | 14’ Santos 84’ Heider |

| Arbitro: | Aarnink |

|                       |           |              |
| Pröger 71’ Srbeny 73’ | Marcatori | 64’ Hennings |

| Arbitro: | Sather |

|                            |           |                                                                                                |
| Nəzərov 1’, 4’, 56’ (rig.) | Marcatori | 10’, 73’ Srbeny 31’, 59’ Michel 41’ (rig.) Führich 45’ (aut.) Männel 78’ Antwi-Adjei 82’ Akolo |

| Arbitro: | Gräfe |

|                                |           |                                              |
| Jaeckel 22’ (aut.) Führich 45’ | Marcatori | 28’ Nielsen 41’ Hrgota 47’ Seguin 90’ Abiama |

| Arbitro: | Bacher |

|                  |           |            |
| Nkaka 46’ (aut.) | Marcatori | 11’ Michel |

### Coppa di Germania
| Arbitro: | Willenborg |

|  |           |                                             |
|  | Marcatori | 24’ Michel 32’, 45’, 58’ Srbeny 83’ Führich |

| Arbitro: | Willenborg |

|                                |           |                           |
| Prömel 6’ Hünemeier 57’ (aut.) | Marcatori | 3’, 36’ Michel 31’ Srbeny |

| Arbitro: | Stieler |

|                               |           |                              |
| Can 6’ Sancho 16’ Haaland 95’ | Marcatori | 79’ Justvan 90’ (rig.) Owusu |

## Statistiche

### Statistiche di squadra
| Competizione      | Punti | In casa | In casa | In casa | In casa | In casa | In casa | In trasferta | In trasferta | In trasferta | In trasferta | In trasferta | In trasferta | Totale | Totale | Totale | Totale | Totale | Totale | DR  |
| Competizione      | Punti | G       | V       | N       | P       | Gf      | Gs      | G            | V            | N            | P            | Gf           | Gs           | G      | V      | N      | P      | Gf     | Gs     | DR  |
| ----------------- | ----- | ------- | ------- | ------- | ------- | ------- | ------- | ------------ | ------------ | ------------ | ------------ | ------------ | ------------ | ------ | ------ | ------ | ------ | ------ | ------ | --- |
| 2. Bundesliga     | 47    | 17      | 8       | 5       | 4       | 32      | 26      | 17           | 4            | 6            | 7            | 21           | 19           | 34     | 12     | 11     | 11     | 53     | 45     | +8  |
| Coppa di Germania | -     | 0       | 0       | 0       | 0       | 0       | 0       | 3            | 2            | 0            | 1            | 10           | 5            | 3      | 2      | 0      | 1      | 10     | 5      | +5  |
| Totale            | 47    | 17      | 8       | 5       | 4       | 32      | 26      | 20           | 6            | 6            | 8            | 31           | 24           | 37     | 14     | 11     | 12     | 63     | 50     | +13 |

### Andamento in campionato
| Giornata  | 1  | 2  | 3  | 4  | 5  | 6 | 7 | 8 | 9 | 10 | 11 | 12 | 13 | 14 | 15 | 16 | 17 | 18 | 19 | 20 | 21 | 22 | 23 | 24 | 25 | 26 | 27 | 28 | 29 | 30 | 31 | 32 | 33 | 34 |
| --------- | -- | -- | -- | -- | -- | - | - | - | - | -- | -- | -- | -- | -- | -- | -- | -- | -- | -- | -- | -- | -- | -- | -- | -- | -- | -- | -- | -- | -- | -- | -- | -- | -- |
| Luogo     | T  | C  | T  | C  | T  | C | T | C | T | C  | T  | C  | T  | T  | C  | T  | C  | C  | T  | C  | T  | C  | T  | C  | T  | C  | T  | C  | T  | C  | C  | T  | C  | T  |
| Risultato | P  | P  | N  | V  | N  | V | V | V | P | P  | P  | N  | V  | P  | V  | N  | V  | N  | P  | N  | N  | V  | P  | P  | V  | N  | P  | V  | N  | N  | V  | V  | P  | N  |
| Posizione | 15 | 16 | 15 | 14 | 14 | 9 | 5 | 3 | 7 | 10 | 12 | 13 | 11 | 13 | 11 | 10 | 10 | 9  | 9  | 9  | 10 | 10 | 10 | 12 | 9  | 10 | 11 | 9  | 9  | 9  | 9  | 8  | 10 | 9  |

Legenda:

Luogo: C = Casa; T = Trasferta. Risultato: V = Vittoria; N = Pareggio; P = Sconfitta.

### Statistiche dei giocatori
| Giocatore       | 2. Bundesliga | 2. Bundesliga | 2. Bundesliga | 2. Bundesliga | Coppa di Germania | Coppa di Germania | Coppa di Germania | Coppa di Germania | Totale   | Totale | Totale      | Totale     |
| Giocatore       | Presenze      | Reti          | Ammonizioni   | Espulsioni    | Presenze          | Reti              | Ammonizioni       | Espulsioni        | Presenze | Reti   | Ammonizioni | Espulsioni |
| --------------- | ------------- | ------------- | ------------- | ------------- | ----------------- | ----------------- | ----------------- | ----------------- | -------- | ------ | ----------- | ---------- |
| C. Akolo        | 8             | 1             | 0             | 0             | 0                 | 0                 | 0                 | 0                 | 8        | 1      | 0           | 0          |
| F. Ananou       | 15            | 0             | 2             | 0             | 3                 | 0                 | 0                 | 0                 | 18       | 0      | 2           | 0          |
| C. Antwi-Adjei  | 31            | 4             | 3             | 1             | 3                 | 0                 | 1                 | 0                 | 34       | 4      | 4           | 1          |
| N. Bürgy        | 0             | 0             | 0             | 0             | 0                 | 0                 | 0                 | 0                 | 0        | 0      | 0           | 0          |
| J. Collins      | 24            | 0             | 7             | 1             | 1                 | 0                 | 0                 | 0                 | 25       | 0      | 7           | 1          |
| M. Cordi        | 0             | 0             | 0             | 0             | 0                 | 0                 | 0                 | 0                 | 0        | 0      | 0           | 0          |
| M. Correia      | 8             | 0             | 2             | 0             | 1                 | 0                 | 0                 | 0                 | 9        | 0      | 2           | 0          |
| J. Dörfler      | 27            | 1             | 5             | 0             | 1                 | 0                 | 0                 | 0                 | 28       | 1      | 5           | 0          |
| S. El-Faouzi    | 0             | 0             | 0             | 0             | 0                 | 0                 | 0                 | 0                 | 0        | 0      | 0           | 0          |
| A. Evans        | 1             | 0             | 0             | 0             | 1                 | 0                 | 0                 | 0                 | 2        | 0      | 0           | 0          |
| C. Führich      | 34            | 13            | 2             | 0             | 3                 | 1                 | 0                 | 0                 | 37       | 14     | 2           | 0          |
| M. Heller       | 7             | 0             | 0             | 0             | 1                 | 0                 | 0                 | 0                 | 8        | 0      | 0           | 0          |
| J. Huth         | 1             | 0             | 0             | 0             | 0                 | 0                 | 0                 | 0                 | 1        | 0      | 0           | 0          |
| U. Hünemeier    | 26            | 2             | 5             | 0             | 2                 | 0                 | 0                 | 0                 | 28       | 2      | 5           | 0          |
| S. Ingelsson    | 32            | 0             | 6             | 0             | 2                 | 0                 | 1                 | 0                 | 34       | 0      | 7           | 0          |
| D. Jastrzembski | 3             | 0             | 0             | 0             | 0                 | 0                 | 0                 | 0                 | 3        | 0      | 0           | 0          |
| J. Justvan      | 29            | 2             | 1             | 0             | 2                 | 1                 | 0                 | 0                 | 31       | 3      | 1           | 0          |
| S. Mamba        | 0             | 0             | 0             | 0             | 0                 | 0                 | 0                 | 0                 | 0        | 0      | 0           | 0          |
| S. Michel       | 24            | 7             | 1             | 0             | 3                 | 3                 | 0                 | 0                 | 27       | 10     | 1           | 0          |
| A. Nkaka        | 13            | 0             | 1             | 0             | 0                 | 0                 | 0                 | 0                 | 13       | 0      | 1           | 0          |
| C. Okoroji      | 15            | 0             | 3             | 0             | 2                 | 0                 | 0                 | 0                 | 17       | 0      | 3           | 0          |
| P. Owusu        | 21            | 0             | 3             | 0             | 2                 | 1                 | 0                 | 0                 | 23       | 1      | 3           | 0          |
| K. Pröger       | 22            | 2             | 1             | 0             | 2                 | 0                 | 0                 | 0                 | 24       | 2      | 1           | 0          |
| R. Schallenberg | 31            | 1             | 6             | 1             | 3                 | 0                 | 0                 | 0                 | 34       | 1      | 6           | 1          |
| S. Schonlau     | 32            | 1             | 6             | 0             | 3                 | 0                 | 2                 | 0                 | 35       | 1      | 8           | 0          |
| M. Schulze      | 0             | 0             | 0             | 0             | 0                 | 0                 | 0                 | 0                 | 0        | 0      | 0           | 0          |
| D. Srbeny       | 34            | 16            | 3             | 0             | 3                 | 4                 | 0                 | 0                 | 37       | 20     | 3           | 0          |
| P. Steinwender  | 1             | 0             | 0             | 0             | 1                 | 0                 | 0                 | 0                 | 2        | 0      | 0           | 0          |
| C. Strohdiek    | 0             | 0             | 0             | 0             | 0                 | 0                 | 0                 | 0                 | 0        | 0      | 0           | 0          |
| M. Terrazzino   | 21            | 1             | 2             | 0             | 1                 | 0                 | 0                 | 0                 | 22       | 1      | 2           | 0          |
| M. Thalhammer   | 21            | 0             | 2             | 0             | 3                 | 0                 | 0                 | 0                 | 24       | 0      | 2           | 0          |
| J. Tugbenyo     | 0             | 0             | 0             | 0             | 0                 | 0                 | 0                 | 0                 | 0        | 0      | 0           | 0          |
| S. Vasiliadis   | 19            | 0             | 4             | 0             | 1                 | 0                 | 0                 | 0                 | 20       | 0      | 4           | 0          |
| L. Zingerle     | 33            | 0             | 1             | 0             | 3                 | 0                 | 0                 | 0                 | 36       | 0      | 1           | 0          |